# William Crain
William Crain (nascut el 20 de juny de 1949) és un director de cinema i televisió estatunidenc. Va ser un dels primers cineastes negres d'una important escola de cinema a aconseguir èxit comercial.
Crain va néixer a Columbus, Ohio. Graduat de l'escola de cinema de l'UCLA, Crain, a diferència de molts dels cineastes de "L.A. Rebellion" que van fer pel·lícules de caràcter profundament personal o polític, va fer obres que consistien gairebé íntegrament en obres principals i orientades al gènere. Durant la dècada de 1970, va dirigir programes de televisió i pel·lícules.
El 1972, amb 23 anys, va dirigir Blacula. Encara que en gran part ignorada pels crítics, la pel·lícula ha assolit estatus de culte i va fer un nom per a l'actor William Marshall, que va interpretar el personatge principal. Crain va fer altres pel·lícules i després va tornar a les entregues de programes de televisió, cosa que continua fent avui.
Moltes fonts el confonen amb un altre Bill/William Crain que va produir curtmetratges educatius a la dècada de 1970 i va dirigir Mirage (1990) i Midnight Fear (1991).

## Filmografia
- Germà John (1971) (intern)
- Blacula (1972) (director)
- Dr. Black, Mr. Hyde (1976) (director)
- Nothing as It Seems (2016) (director)